# Ducado de Sajonia-Lauenburgo
El Ducado de Sajonia-Lauenburgo (en alemán: Herzogtum Sachsen-Lauenburg) o simplemente Lauenburgo fue un principado y un ducado desde 1296 hasta 1876 del Sacro Imperio Romano Germánico y posteriormente de la Confederación Germánica, ubicado en el sureste del actual estado federado alemán de Schleswig-Holstein.
Situado entre los ducados de Mecklemburgo, Luneburgo y Ratzeburgo-Holstein, su centro territorial se encontraba en el moderno distrito de Herzogtum-Lauenburg y su capital en la ciudad homónima de Lauenburgo, aunque en 1619 la capital se trasladó a Ratzeburgo.

Bandera de Lauenburgo (usada también por Prusia)

Escudo de armas del duque de Sajonia-Lauenburgo (Durante el gobierno de la Casa Ascania).

Creado en 1260, y oficialmente constituido en 1296 a partir de la partición del ducado de Sajonia, hasta 1689 perteneció a la rama más antigua de los Ascania (línea de Sajonia). Luego se trasladó mediante unión personal a la casa de Hannover (1689-1814), posteriormente a Dinamarca (1815-1864) y finalmente fue administrado por Prusia en 1866, desapareciendo definitivamente en 1876 al ser anexionado formalmente al Reino de Prusia.

## Economía
La principal actividad económica del ducado era la agricultura. Sin embargo, el país se benefició de su ubicación en el triángulo formado por las ciudades de Hamburgo, Lübeck y Luneburgo.
El comercio de tránsito entre estas ciudades dio a los duques ingresos arancelarios sustanciales; de esta manera fue de gran importancia el comercio de la sal entre la ciudad de Luneburgo y el puerto báltico de Lubeca. El transporte de sal se realizaba por tierra (ahora conocido como "Antiguo Camino de la sal"), aunque principalmente por vía fluvial. Con este fin, los ríos fueron convirtiéndose desde 1392 hasta 1398 en importantes canales, siendo uno de los más antiguos cursos de agua artificial de Europa.

## Territorios pertenecientes al ducado de Lauenburgo que no forman parte del actual distrito de Lauenburgo
Además de los territorios del moderno distrito de Lauenburgo (principalmente al sur del río Elba), pertenecían al ducado:
- La extensión de tierra a lo largo del sur de la ribera del Elba (en alemán: Marschvogtei), que va desde Marschacht a Amt-Neuhaus. Territorialmente conectaba el centro del ducado de estas áreas más al sureste del ducado, siendo cedidas al Reino de Hannover en 1814, y ahora forman parte del distrito de Harburgo-Baja Sajonia.
- El Amt Neuhaus propiamente dicho, que entonces incluía áreas a ambos lados del Elba, que fue cedido al Reino de Hannover en 1814. Hoy en día, todo esto es parte del Lüneburg (distrito) de Baja Sajonia.

- El exclave territorial de Hadeln en el área del estuario del Elba, el cual fue separado de Sajonia-Lauenburgo en 1689 y administrado como un territorio independiente bajo la custodia imperial, antes de ser cedido a Bremen-Verden en 1731. Actualmente es parte del distrito de Baja Sajonia-Cuxhaven.

- Algunos municipios del Norte del Elba en el núcleo del ducado que no forman parte del actual distrito de Lauenburgo, ya que fueron cedidos a la zona de ocupación soviética después del Acuerdo de Barber-Lyashchenko en noviembre de 1945.

## Historia
En los siglos VII y VIII, esta zona se encontraba poblada por tribus eslavas procedentes de la Europa Oriental o los Balcanes, en la parte norte del actual Ducado de Lauenburgo. La parte sur del círculo, llamado Sadelbande, se encontraba bajo la esfera de influencia sajona, aunque una gran parte estaba deshabitada. En el siglo XII estas tierras fueron sometidas por los duques de Sajonia Enrique el Soberbio y Enrique el León, el cual fundó el obispado de Ratzeburg en 1154. En 1180 Lauenburgo pasó a manos del conde Bernardo de Ascania, quien construyó la fortaleza de Lauenburgo entre 1202-1227 y tras la conquista danesa tuvo que reconocer al rey danés como jefe supremo.
En 1203, el rey Valdemar II de Dinamarca conquistó el área que más tarde comprendía Sajonia-Lauenburg, pero volvió a Alberto I, de Sajonia en 1227. En 1260, los hijos de Alberto I, Alberto II y Juan I, sucedieron a su padre.  En 1269, 1272 y 1282, los hermanos dividieron gradualmente sus competencias de gobierno dentro de las tres áreas sajonas no conectadas territorialmente a lo largo del río Elba (una llamada Tierra de Hadeln , otra alrededor de Lauenburg sobre Elba y la tercera alrededor de Wittenberg sobre Elba), así preparación de una partición.

El Ducado de Sajonia-Lauenburgo en el año 1300 (en verde).

El ducado en torno al 1580.

Los duques de Sajonia, al partirse en los ducados de Sajonia-Lauenburgo y Sajonia-Wittenberg, frecuentemente rivalizaban por la dignidad electoral del Ducado de Sajonia. Una escritura del 20 de septiembre de 1296 menciona Vierlande, Sadelbande (Tierra de Lauenburg), la Tierra de Ratzeburg, la Tierra de Darzing (más tarde Amt Neuhaus), y la Tierra de Hadeln como territorio separado de los hermanos.En 1314 el conflicto se extendió en la elección al Sacro Imperio Romano Germánico de dos reyes alemanes rivales, el Habsburgo Federico III, apoyado entre otros por el duque de Sajonia-Lauenburgo, y su primo Luis IV de Baviera, apoyado por el duque de Sajonia-Wittenberg, siendo este último quien finalmente se impuso. Mediante la Bula de Oro de 1356, los duques de Sajonia-Wittenberg recibieron de manera concluyente el derecho de ser electores.
Desde el siglo XIV, Sajonia-Lauenburgo se denomina como la Baja Sajonia. Así que cuando en 1500 el Sacro Imperio Romano estableció las zonas imperiales para la recaudación de impuestos y los distritos de reclutamiento del ejército, el área que abarca Sajonia-Lauenburgo y todos sus vecinos se designaron como Circunscripción Sajona, mientras que el Wettin gobernado por electores de Sajonia formaba el Círculo de la Alta Sajonia.

### La Reforma Protestante
El pueblo de Hadeln, representado por sus estados del reino, adoptó la Reforma Luterana en 1525 y el duque Magnus I confirmó la Orden de la Iglesia Luterana de Hadeln en 1526, estableciendo el cuerpo eclesiástico separado de Hadeln existente hasta 1885.  Magnus no promovió la difusión de Luteranismo en el resto de su ducado.  Los predicadores luteranos, muy probablemente del principado adyacente al sur de Lunenburg (luterano desde 1529), llevaron a cabo los primeros sermones luteranos; en la entrada norte de la iglesia de Santa María Magdalena en Lauenburg sobre Elba, uno es recordado para la víspera de San Juan en 1531. Tácitamente, las congregaciones nombraron predicadores luteranos de modo que las visitas de 1564 y 1566, ordenadas por el duque Francisco I , hijo de Magnus I, por instigación de Ritter-und-Landschaft, vieron predicadores luteranos en muchas parroquias.  En 1566, Francisco I nombró al superintendente Franciscus Baringius como el primer líder espiritual de la iglesia en el ducado, sin incluir a Hadeln. 
Francisco I llevó a cabo un reinado ahorrativo y renunció a favor de su hijo mayor, Magnus II, una vez que explotó todos sus medios en 1571. Magnus II prometió redimir los bienes ducales empeñados con los fondos que obtuvo como comandante militar sueco y por su matrimonio con la princesa Sofía. de Suecia Sin embargo, Magnus no redimió los peones, sino que enajenó aún más las posesiones ducales, lo que encendió un conflicto entre Magnus y su padre y los hermanos Francisco (II) y Maurice , así como las propiedades del ducado , que se intensificó aún más debido al temperamento violento de Magnus.
En 1573, Francisco I depuso a Magnus y volvió a ascender al trono mientras Magnus huía a Suecia . Al año siguiente, Magnus contrató tropas para retomar Sajonia-Lauenburgo por la fuerza. Francisco II, un comandante militar experimentado en el servicio imperial, y el duque Adolfo de Holstein-Gottorp, entonces coronel del Círculo de Baja Sajonia ( Kreisobrist ), ayudaron a Francisco I a derrotar a Magnus. A cambio, Sajonia-Lauenburgo cedió la alguacilazgo de Steinhorst a Gottorp en 1575. Francisco II nuevamente ayudó a su padre a inhibir el segundo intento militar de Magnus de derrocar a su padre en 1578.  Francisco I luego nombró a Francisco II su vicegerente que en realidad gobernaba el ducado.
Poco antes de su muerte en 1581 (y después de consultar con su hijo el príncipe-arzobispo Enrique de Bremen y el emperador Rodolfo II , pero sin consultr con sus otros hijos Magnus y Mauricio), Francisco I hizo su tercer hijo, Francisco II, a quien consideraba el más capaz., su único sucesor, violando las reglas de primogenitura .  Esto rompió las ya difíciles relaciones con los estados del ducado, que combatían la práctica ducal de endeudarse cada vez más. 
La visita general a la iglesia de 1581, impulsada por Francisco II, mostró malos resultados en cuanto al conocimiento, la práctica y el comportamiento de muchos pastores.  Baringius fue considerado responsable de estos agravios y reemplazado por Gerhard Sagittarius en 1582.  Finalmente, en 1585, después de consultar con su hermano, el Príncipe-Arzobispo Enrique, Francisco II decretó una constitución (Niedersächsische Kirchenordnung; Orden de la Iglesia de Baja Sajonia), escrito por el superintendente de Lübeck, Andreas Pouchenius el Elder, para la iglesia luterana de Sajonia-Lauenburgo. Constituyó la iglesia estatal luterana de Sajonia-Lauenburgo, con un superintendente general (a partir de 1592) y un consistorioasentado en la ciudad de Lauenburg, que se fusionó con la de Schleswig Holstein en 1877. Los intentos de Francisco II en 1585 y 1586 de fusionar el cuerpo de la iglesia luterana de Hadeln con el del resto del ducado fueron rechazados por unanimidad por el clero y las propiedades de Hadeln. 
La violación del mayorazgo, sin embargo, dio motivos para que las fincas percibieran al próximo duque Francisco II como ilegítimo. Esto lo obligó a entablar negociaciones, que terminaron el 16 de diciembre de 1585 con el acto constitucional de la "Unión Eterna" (en alemán: Ewige Union ) de los representantes de la nobleza de Sajonia-Lauenburgo (Ritterschaft, es decir, caballería) y otros sujetos (Landschaft), en su mayoría de las ciudades de Lauenburgo y Ratzeburgo, entonces en conjunto constituidas como las propiedades del ducado (Ritter-und-Landschaft), dirigidas por el Land Marshall, un cargo hereditario ocupado por la familia von Bülow. Francisco II aceptó su establecimiento como una institución permanente con una voz crucial en asuntos gubernamentales. A cambio, Ritter-und-Landschaft aceptó a Francisco II como legítimo y lo rindió homenaje como duque en 1586.
Las relaciones entre Ritter-und-Landschaft y el duque mejoraron desde que Francisco II redimió los peones ducales con el dinero que había ganado como comandante imperial.  Después de que el castillo residencial en Lauenburgo (iniciado en 1180-1182 por el duque Bernardo I ) se incendiara en 1616, Francisco II trasladó la capital a Neuhaus.
En 1619, el duque Augusto trasladó la capital de Sajonia-Lauenburgo de Neuhaus a Ratzeburgo, donde permaneció desde entonces. Durante la Guerra de los Treinta Años (1618-1648), Augusto siempre se mantuvo neutral, sin embargo, alojar y alimentar a las tropas extranjeras que marchaban representaba una pesada carga para los súbditos ducales.  Augusto fue sucedido por su medio hermano mayor Julio Enrique en 1656. Se había convertido del luteranismo al catolicismo con la expectativa de ser nombrado Príncipe-Obispo de Osnabrück en 1615, pero se le garantizó dejar la iglesia estatal luterana y la Iglesia de Baja Sajonia. Orden intacto. 
Confirmó los privilegios existentes de la nobleza y el Ritter-und-Landschaft. En 1658 prohibió a sus vasallos comprometer o enajenar feudos , luchando así contra la integración de las propiedades señoriales de Sajonia-Lauenburgo en las economías monetarias de las vecinas ciudades hanseáticas económicamente poderosas de Hamburgo y Lübeck. Entró con ambas ciudades-estado en disputas fronterizas sobre fincas señoriales que estaban en proceso de evadir el señorío de Sajonia-Lauenburgio a la competencia de las ciudades-estado.

### Las Guerras de Sucesión
Con la muerte del duque Julio Francisco, hijo de Julio Enrique,  la línea masculina de la Casa de Ascania se vio extinguida. Sin embargo, la sucesión femenina fue posible por las leyes del Ducado. Así, de las tres hijas de Julio Francisco, Ana María Francisca y Sibila Augusta de Sajonia-Lauenburgo lucharon por la sucesión de su hermana mayor. Esta situación de debilidad fue aprovechada por el duque Jorge Guillermo de Brunswick-Lüneburg-Celle, que invadió Sajonia-Lauenburgo con sus tropas, lo cual impidió el ascenso al trono de la duquesa Ana María. En 1676, la rama menor Schleswig-Holstein-Sonderburg-Franzhagen se instaló en el Castillo de Franzhagen.
Había al menos ocho monarquías que reclamaban la sucesión,  lo que resultó en un conflicto que involucró aún más a los ducados vecinos de Mecklenburgo-Schwerin y de Holstein , así como a los cinco Principados de Anhalt gobernados por Ascanian , el Electorado de Sajonia , que había sucedió a los ascanianos de Sajonia-Wittenberg en 1422, Suecia y Brandeburgo. Brunswick-Luneburgo-Celle y Holstein estaban comprometidos militarmente, lo que acordó el 9 de octubre de 1693 (Hamburger Vergleich), que Brunswick-Lunemburgo-Celle (que ya poseía de facto la mayor parte de Sajonia-Lauenburgo) retendría el ducado, mientras que la fortaleza en Ratzeburg, fortificada bajo el gobierno de Celle y dirigida contra Holstein, sería arrasada. A cambio, Holstein, que había invadido Ratzeburg y arruinado la fortaleza, retiraría sus tropas.
Así pues, Sajonia-Lauenburgo, excepto Hadeln, pasó a la casa de Welf, a la rama de la casa de Hannover, mientras que los herederos legales Ana María Francisca de Sajonia-Lauenburgo y Sibila Augusta de Sajonia-Lauenburgo, que nunca renunciaron a su reclamación, fueron desposeídas y exiliadas a Bohemia. El emperador Leopoldo I rechazó la sucesión de Brunswick-Lüneburg-Celle y por lo tanto decidió mantener la localidad de Hadeln, que estaba fuera del alcance de Celle, en su custodia. Sólo en 1728 su hijo el emperador Carlos VI reconoció a Jorge II Augusto de Sajonia-Lauenburgo y finalmente se legitimó la toma del poder por su abuelo en 1689 y 1693.
Después de la muerte del duque Jorge Guillermo en 1705 descendió a su país a su hermano Jorge Luis, Elector de Hannover, quien después de 1714 también fue monarca de Gran Bretaña, y Lauenburgo quedó en unión personal con Gran Bretaña por más de 100 años.

### La Invasión Francesa
El ducado fue ocupado por tropas francesas de 1803 a 1805,  después de lo cual las tropas de ocupación francesas partieron en una campaña contra Austria . Las fuerzas de la Coalición británica, sueca y rusa capturarían Sajonia-Lauenburgo en el otoño de 1805 al comienzo de la Guerra de la Tercera Coalición contra Francia (1805-1806). En diciembre, el Primer Imperio Francés (la nueva forma de gobierno de Francia desde 1804) cedió Sajonia-Lauenburgo, que ya no tenía, al Reino de Prusia , que la capturó a principios de 1806.
Cuando el Reino de Prusia (después de haberse vuelto contra Francia como parte de la Cuarta Coalición ) fue derrotado en la Batalla de Jena-Auerstedt (11 de noviembre de 1806), Francia recuperó Sajonia-Lauenburgo. Permaneció bajo ocupación francesa hasta el 1 de marzo de 1810, cuando la mayor parte fue anexada al Reino de Westfalia , un estado cliente francés. Una pequeña área con 15.000 habitantes quedó reservada para los propósitos de Napoleón. El 1 de enero de 1811, la mayor parte del antiguo ducado (a excepción de Amt Neuhaus y Marschvogtei, que permaneció con Westfalia) fue anexado al Primer Imperio Francés

### Las Eras Prusiana y Sueca
Después de las guerras napoleónicas, Sajonia-Lauenburgo fue restaurada como un dominio de Hannover en 1813.  El Congreso de Viena estableció Sajonia-Lauenburgo como estado miembro de la Confederación Alemana . En 1814, el Reino de Hannover intercambió Sajonia-Lauenburgo por la Frisia Oriental prusiana . El 7 de junio de 1815, después de 14 meses bajo su dominio, Prusia intercambio Sajonia-Lauenburgo a Suecia, por la Pomerania sueca , sin embargo, pagó adicionalmente 2,6 millones de táleros a Dinamarca para compensar a Dinamarca por la pérdida de Noruega. y Sajonia-Lauenburgo paso a Dinamarca, ahora gobernado en unión personal por la Casa de Oldenburgo , de Suecia, que de nuevo compensó las reclamaciones danesas sobre la Pomerania sueca. El 6 de diciembre de 1815 , Federico VI de Dinamarca emitió su Ley de aseveración (Versicherungsacte) afirmando las leyes dadas, la constitución y el Ritter-und-Landschaft de Sajonia-Lauenburgo.  En 1816, su administración tomó posesión del ducado. 

### Unión con Dinamarca
Durante la primera guerra de Schleswig (1848-1851), Ritter-und-Landschaft impidió una conquista prusiana al solicitar tropas de Hannover como fuerzas ocupacionales de mantenimiento de la paz en nombre de la Confederación Alemana.  En 1851, el rey Federico VII de Dinamarca fue restaurado como duque de Sajonia-Lauenburgo.  Las fuerzas prusianas y austriacas invadieron el ducado durante la Segunda Guerra de Schleswig . Por el Tratado de Viena (1864) , el rey Cristián IX de Dinamarca renunció como duque y cedió el ducado a Prusia y Austria.  Después de recibir una compensación financiera de 300.000 libras esterlinas, Austria renunció a su reclamación a Sajonia-Lauenburgo por el Convención de Gastein en agosto de 1865. 

### Unión con Prusia
La Ritter-und-Landschaft luego ofreció el trono ducal a Guillermo I de Prusia y tras aceptar y gobernó el ducado en unión personal con Prusia.  Guillermo nombró al entonces Ministro Presidente de Prusia , Otto von Bismarck , como ministro de Sajonia-Lauenburgo. En 1866, Sajonia-Lauenburgo se unió a la Confederación Alemana del Norte .  Sin embargo, su voto en el Bundesrat se contó junto con los de Prusia.
En 1871, Sajonia-Lauenburgo se unificó con Prusia y otros estados formando El Imperio Alemán. Sin embargo, en 1876, el gobierno ducal y Ritter-und-Landschaft decidieron disolver el Ducado a partir del 1 de julio de 1876.  Su territorio se integró entonces en la provincia prusiana de Schleswig-Holstein como el distrito Herzogtum Lauenburg , es decir, el Ducado de Lauenburgo.

### La partición posguerra
En mayo de 1945, las fuerzas británicas capturaron el territorio del distrito, que en septiembre de 1944 había sido determinado en el Protocolo de Londres para formar parte de la Zona de ocupación británica. El 13 de noviembre de 1945, el general británico Colin Muir Barber y el mayor general soviético Nikolay Grigoryevich Lyashchenko ( en ruso : Николай Григорьевич Лященко ) firmaron el Acuerdo Barber Lyashchenko  (en alemán) , también Acuerdo de Gadebusch) en Gadebusch , redistribuyendo algunos municipios del Ducado de Distrito de Lauenburgo a la vecina Mecklenburgo, entonces parte de la Zona de Ocupación Soviética. Así, algunos suburbios del este de Ratzeburgo, como Ziethen en Lauenburg , Mechow , Bäk y Römnitz se convirtieron en parte del distrito, mientras que los municipios lauenburgianos de Dechow , Groß y Klein Thurow (ahora partes componentes de Roggendorf), así como Lassahn (ahora un componente parte de Zarrentin am Schaalsee) fueron cedidos a Mecklenburg. El redespliegue se llevó a cabo el 26 de noviembre, las respectivas fuerzas de ocupación tenían hasta el 28 de noviembre para retirarse a sus respectivos nuevos territorios zonales.

## Los Duques de Sajonia-Lauenburgo

### Casa de Ascania (1269-1689)
- Juan II, 1296-1305 (gobierno conjunto)
- Alberto III, 1296-1305 (gobierno conjunto)
- Erico I, 1296-1305 (gobierno conjunto)

#### Línea Bergedorf-Möllner (1305-1401)
- Juan II, 1305-1321
- Alberto IV, 1321-1343
- Juan III, 1343-1356
- Alberto V, 1356-1370
- Erico III, 1370-1401

#### Línea de Ratzeburg-Lauenburgo (1305-1401)
- Alberto III, 1305-1308 (gobierno mancomunado)
- Erico I, 1305-1361 (gobierno mancomunado hasta 1308)
- Erico II, 1361-1368
- Erico IV, 1368-1401

En 1401 se une con la línea de Bergedorf-Möllner

### Sajonia-Lauenburgo (1401-1689)
- Juan IV  1401-1412
- Erico V, 1412-1436
- Bernardo II, 1436-1463
- Juan V, 1463-1507
- Magnus I, 1507-1543
- Francisco I, 1543-1571
- Magnus II 1571-1574
- Francisco I, 1574-1581
- Magnus II , 1581-1588
- Mauricio, 1581-1612:
- Francisco II, 1581-1619
- Augusto, 1619-1656
- Julio Enrique , 1656-1665
- Francisco Erdmann, 1665-1666
- Julio Francisco, 1666-1689

### Sajonia-Lauenburgo-Franzhagen (1626-1658)
Fue un infantazgo para el hijo menor sobreviviente del duque Francisco II de Sajonia-Lauenburgo el príncipe Francisco Enrique
- Francisco Enrique 1626-1658
- Erdmann 1658-1660[1]
- Leonor Carlota 1660-1676

### Casa de Brunswick (1689-1705)
- Jorge Guillermo, 1689-1705 (Duque de Brunswick-Luneburgo)

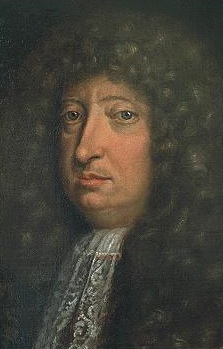
Jorge Guillermo

### Casa de Hannover (1705-1803)
- Jorge Luis I, 1705-1727 (Elector de Brunswick-Luneburgo, en 1714, como Jorge I, Rey de Gran Bretaña)
- Jorge II, 1727-1760 (Rey de Gran Bretaña y Elector de Brunswick-Luneburgo)
- Jorge III, 1760-1803 (Rey de Gran Bretaña y Elector de Brunswick-Luneburgo)

Ocupación francesa, 1803-1805
A Prusia, 1805-1806
Al Reino de Westfalia, 1806-1810
Al Imperio francés, 1810-1814

### Casa de Oldenburgo (1814-1864)
Durante cincuenta años, Sajonia-Lauenburgo estuvo dentro de la Confederación Alemana, pero en unión personal con el Reino de Dinamarca
Línea principal (1815-1863
- Federico I, 1814-1839 (como Federico VI, Rey de Dinamarca y duque de Schleswig-Holstein)
- Cristian I, 1839-1848 (como rey Cristián VIII de Dinamarca y el duque de Schleswig-Holstein)
- Federico II, 1848-1863 (como rey Federico VII de Dinamarca y duque de Schleswig-Holstein)

##### Línea Glucksburg (1863-1864)
- Cristián II, 1863-1864 (como Cristián IX, Rey de Dinamarca y duque de Schleswig-Holstein)

### Casa de Hohenzollern (1865-1876)
Durante doce años Sajonia-Lauenburgo fue gobernada en unión personal con Prusia, dentro de la Confederación Alemana del Norte (1867-1871). En 1871 Sajonia-Lauenburgo se convirtió en un estado componente de la Alemania unida (Imperio Alemán).
- Guillermo I 1865-1876 también rey de Prusia (1861-1888), presidente de la Confederación Alemana del Norte (1867-1871) y emperador de Alemania (1871-1888).

### Gobierno dependiente (1876-presente)
En 1876, el Ducado renunció a la condición de Estado y se transformó en el Distrito del Ducado de Lauenburg dentro de Schleswig-Holstein , una provincia del Reino de Prusia (1866-1918) y luego del Estado Libre de Prusia (1918-33/1947) , un estado componente de las respectivas formas de gobierno de Alemania. En 1946, la provincia asumió el rango de estado como Estado (Land) de Schleswig-Holstein y se unió a la República Federal de Alemania en 1949.
Casa de Bismarck
En 1890, el canciller imperial Otto von Bismarck recibió el título honorífico de duque de Lauenburg , incluidas las propiedades en Sachsenwald en el antiguo ducado, pero nunca fue gobernante soberano del territorio, que se había incorporado a Prusia en 1876. Se mudó a estos haciendas en Friedrichsruh y vivió allí hasta su muerte.
- Otto I 1890-1894 también Príncipe de Bismark (1845-1894) y Canciller del Imperio alemán (1871-1890)

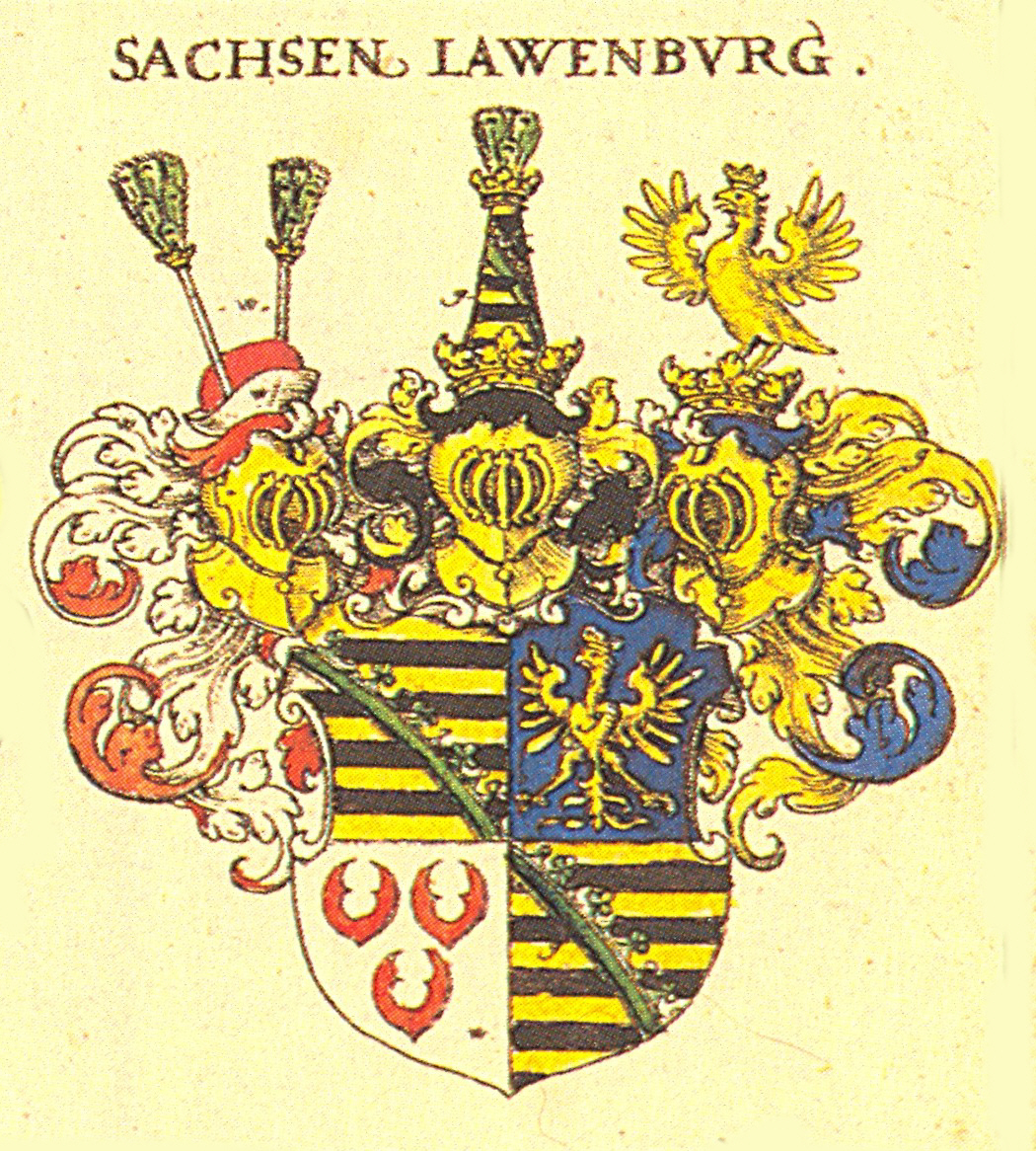
Escudo de Lauenburgo en 1605.
Modificación al Escudo del Ducado de Sajonia-Lauenburgo conforme a lo dispuesto por el Duque Julio Francisco y confirmado por el emperador Leopoldo I en 1671 En el cual se cambió en el cuarto cuartel el símbolo de Sajonia por el de la Dignidad Electoral.
Escudo de armas de Sajonia-Lauenburgo después de 1864, en donde se altera la versión danesa, con una cabeza de caballo de oro sobre rojo. Prusia ha agregado una bordura blanco y negro, colores oficiales de Hohenzollern, y la cabeza de caballo en color plata.
Versión oficial del Escudo de armas del Ducado de Lauenburgo en 1867 con los colores de la Casa Hohenzollern (blanco y negro).